# La Spirale du temps
La Spirale du temps est le onzième album de la série Yoko Tsuno de Roger Leloup, dont il constitue la seizième histoire et le dixième long récit (six mini-récits furent rassemblés dans le quatrième album de la série, Aventures électroniques). Le récit est prépublié en 1980 dans les numéros 2189 à 2210 du journal Spirou, puis publié en album en 1981.

## Univers

### Synopsis
En vacances en Indonésie chez son cousin, Yoko vient dans un temple en ruines, contempler la sculpture d'une énigmatique danseuse.
Cependant, à la nuit tombée, des hommes arrivent, installent du matériel, et une mystérieuse machine apparaît, surgie de nulle part. Sa pilote, Monya, vient du XXXIXe siècle, où elle vivait dans une station orbitale. Elle a pour objectif de tuer un scientifique, Webbs, qui mit au point l'antimatière, par laquelle la Terre a été détruite en 3872 avec l'utilisation de la bombe à contraction. 

Pour empêcher ce désastre Yoko décide de retourner en 1943 afin de retrouver son oncle Toshio Ishida, directeur militaire de l'équipe qui a découvert une créature se nourrissant d'antimatière. Celle-ci suggère mentalement aux scientifiques du site la manière de produire de l'antimatière. De retour au XXe siècle, Yoko comprend que la créature est toujours en train de pousser à la fabrication d'antimatière. Avec l'aide de Webbs, la créature sera détruite et le futur sauvé.

### Personnages

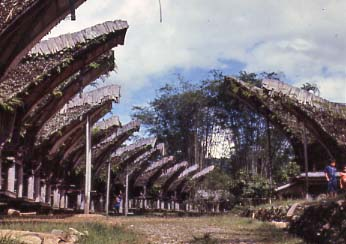
Village Toraja à Sulawesi.

| Trio                                  | Alliés                                                | Adversaires                                                         |
| ------------------------------------- | ----------------------------------------------------- | ------------------------------------------------------------------- |
| - Yoko Tsuno - Vic Vidéo - Pol Pitron | - Monya - Cousin Izumi - Oncle Toshio - Stephen Webbs | - M. Stanford - Professeur Minaï - Lieutenant Amemiya - La "méduse" |

### Lieux
- Indonésie :
  - Bornéo, Kalimantan (partie indonésienne de l'île) : plantation du cousin Izumi
  - Sulawesi

## Analyse

### Les voyages temporels
Cet album est le premier de la série à utiliser le voyage dans le temps. Ce thème sera réutilisé dans nombre d'épisodes ultérieurs : Le Matin du monde, L'Astrologue de Bruges, La Jonque céleste, La Pagode des brumes, Le Maléfice de l'améthyste, Anges et Faucons et L'Aigle des Highlands.

« En fait, je croyais ne faire qu'un seul épisode dans le temps, mais les lecteurs ont souhaité que j'y revienne. Ils aiment bien et c'est une possibilité de renouveler les décors et les atmosphères (...) Dans un certain sens, j'y suis moins libre qu'avec les Vinéens où je peux m'amuser à composer régulièrement de nouveaux engins... (...) Je préfère ne pas aller vers le futur, car on s'y engage en terrain mouvant. Après tout, les Vinéens sont déjà pour moi une forme de futur extérieur au nôtre. (...) Faire revivre une époque disparue m'offre le plaisir de la redécouvrir moi-même. Lorsque Yoko reste sur Terre, j'aime disposer d'une documentation solide, ce que permet un séjour dans le passé... »

— Roger Leloup
Leloup a beaucoup étudié le thème du voyage temporel. Il sait que ses limites sont très strictes et définies depuis le fameux roman de René Barjavel, Le Voyageur imprudent, sorti en 1944. Effectivement, la logique veut qu'un acte ayant eu lieu dans le passé peut influencer le présent, de telle manière que l'on se trouve en fait dans l'impossibilité de le pratiquer lorsqu'on appartient à la même ligne du temps. Une modification parmi ses antécédents implique que l'on découvre au retour son propre univers profondément chamboulé. L'imagination fertile des auteurs doit faire preuve d'un travail d'équilibriste afin de motiver une intervention dans le temps, sans briser la continuité historique unissant le présent à sa source.
C'est pour cela que le voyage dans le temps, simple de prime abord, génère de nombreux écueils. Le futur peut facilement être inventé. En revanche, le passé a déjà été écrit. Pour l'auteur, le personnage doit se glisser dans le passé sans qu'on ne trouve de trace de son passage dans les documents. Par exemple, si les personnages étaient remontés jusqu'à l'époque de Jeanne d'Arc et l'avaient rencontrée, cela se serait su, ses contemporains en auraient parlé, d'une façon ou d'une autre. Le voyageur temporel doit donc visiter l'époque comme s'il regardait un film, sans y interférer, à la différence qu'il fait partie intégrante de ce film.
Un écueil important concerne les paradoxes temporels. Leloup a donc évité que Yoko ne se rencontre. Sinon, elle se multiplierait à chaque passage, donnant une sorte de clonage par l'espace-temps. Monya aussi a cette obligation. Au cours de ses nombreux voyages, elle limite ainsi chaque fois un peu plus ses possibilités de déplacement. Par aspect pratique, le Translateur enregistre les voyages et elle est programmée pour ne jamais revenir à un moment où elle est déjà passée auparavant. Ainsi, les gens ne se rencontrent jamais eux-mêmes.

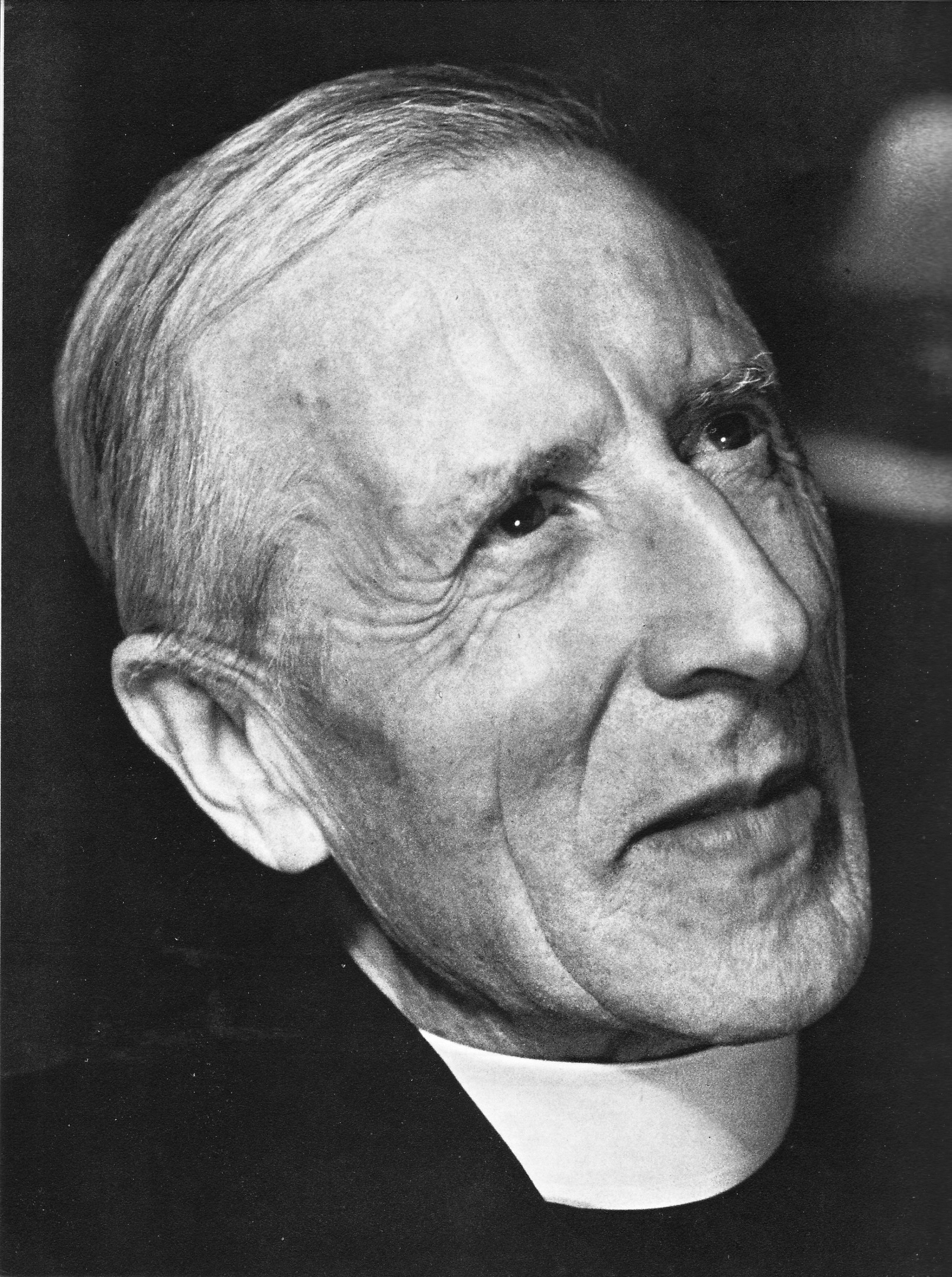
Pierre Teilhard de Chardin (1947).

Au départ de cette idée se trouve une théorie du prêtre jésuite et chercheur français Pierre Teilhard de Chardin. Celui-ci considère que l'univers est une masse en expansion, une sorte de spirale qui se déroule en éjectant sa matière vers l'extérieur. Au centre se trouve Dieu. L'humain s'imagine auprès de celui-ci, au centre de la spirale, alors qu'il n'est que sur l'une des spires. Leloup a une version un peu différente, considérant qu'il est bien sur un petit bout de spirale. Mais à partir de là, il détruit tout ce que le centre lu a donné. Il a donc imaginé que, puisqu'on se trouvait sur une spirale, il "suffisait" de passer de spire en spire afin de remonter le temps. Bien sûr, c'est utopique. Mais pour se lancer dans une histoire, il a besoin de choses qui soient "oniriquement" possibles.
Le bédéiste explique que le thème de la remontée dans le temps est universel, porté par nombre d'auteurs de science-fiction comme H. G. Wells (dans son roman La Machine à explorer le temps). Aussi, il pense que chacun d'entre nous a, un jour, espéré pouvoir remonter le temps pour changer le présent. Avec cet épisode, il a voulu faire le contraire. Il a mis en scène un évènement ayant eu lieu dans le futur, qui allait modifier la vie de son héroïne et l'entraîner dans une nouvelle aventure. C'est en effet dans sa nature de venir en aide à Monya venue du futur. Pour Yoko, même si cette jeune fille maîtrise une technologie extraordinaire, elle est une adolescente cherchant du secours, étant totalement démunie à l'époque où elle arrive. Surtout qu'elle a passé une part importante de sa vie dans l'espace, elle est effrayée par notre présent, avec ses sons et ses odeurs.
Afin de créer le Translateur, Leloup a imaginé une machine ovoïde, capable de se replier et pouvant émettre des spirales. Il s'agit d'une sorte de toupie dotée de pieds, dans laquelle peuvent tenir debout plusieurs personnes. Ce n'est pas son poids qui est essentiel, puisqu'elle se désintègre dans l'espace ; c'est plutôt la place qu'il y a dedans.
Leloup ne veux pas envoyer Yoko dans le futur pour plusieurs raisons. D'abord, à cause des pièges des paradoxes temporels. Si elle partait dans le futur, elle devrait revenir à un moment postérieur à son départ, afin d'éviter de se rencontrer elle-même. Ensuite, l'anticipation l'intéresse moins puisqu'elle représente un futur qui de toutes façons n'existera pas. Il faut se rappeler la manière dont on voyait l'an 2000 dans les années 60. On a tendance à trop anticiper l'avenir, alors qu'on peut très bien, dans trois siècles, être retournés à l'âge des cavernes à cause de la folie humaine. Et puis, comme souligné plus haut, il peut aisément imaginer le futur grâce aux Vinéens, avec lesquels il peut tout inventer. Il peut leur attribuer en toute liberté d'imagination des découvertes qui appartiendront peut-être à notre propre troisième millénaire. Ainsi, il n'a pas besoin de jouer l'auteur visionnaire. De plus, sur Terre, il préfère avoir des matières existantes, comme du vieux bois ou de veilles pierres, des villes… possédant une âme.
On peut trouver paradoxal que Yoko rencontre son grand-oncle Toshio Ishida en 1943, soit bien avant sa propre naissance. Cependant, c'était un fait qui était déjà en quelques sortes inscrit dans l'histoire de sa famille. Le paradoxe temporel lui permet d'influencer le nom que sa mère lui donnera. Cela lui apporte un côté plus humain. On retrouve cela aussi avec Emilia et sa poupée Petrushka dans Le Septième Code. Les racines de l'héroïne sont très importantes pour l'auteur. Au début de cette histoire, elle retourne chez son cousin. Au fil de l'évolution du personnage, il lui donne une famille. Dans un album antérieur, La Fille du vent, elle reverra son père et sa mère. Sans ces racines, elle serait un robot.

### L'Indonésie

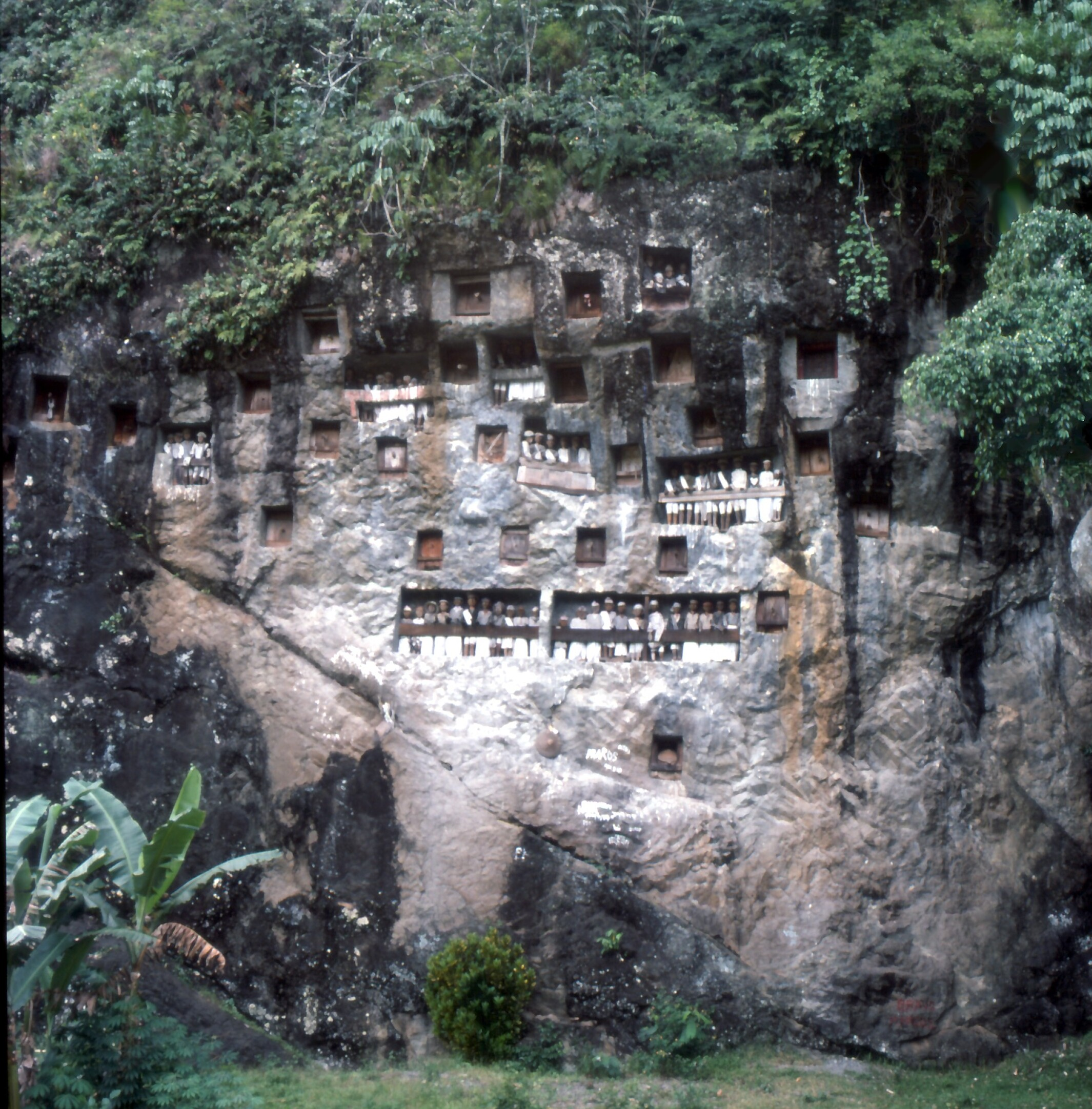
Tombes Toraja.

Le choix de faire se dérouler cet épisode en Indonésie vient d'une envie du bédéiste, qui aime les décors de cette région, avec ses maisons, ses temples, ses montagnes en pains de sucre. Il s'agit de restes karstiques. Voici des millénaires, la mer y recouvrait tout. Puis, l'eau s'est progressivement retirée en érodant tout et il n'en est resté que ces grosses cheminées, parfaites pour y situer la montagne du Dragon. En plus, il y a là des sites désertiques qui étaient parfaits pour cette aventure. Bornéo est un lieu idéal, par son côté magique. Aussi, le bédéiste avait été frappé par la beauté des sépultures ornées de tau-tau (effigies de bois) et des maisons Toradja, qu'il avait vu en photos. Ces décors originaux contrastent avec la froideur de l'hélicoptère qui conduit Yoko. D'ailleurs, il se documente énormément sur les lieux où il va l'envoyer. Cela lui permet de distiller des éléments qui lui paraissent intéressants au cours de son histoire.
Leloup a fait revenir son héroïne aux ruines du temple de Bornéo parce qu'il lui fallait un prétexte pour qu'elle soit présente, le soir, à l'endroit où allait apparaître le translateur. Il a ainsi imaginé ce moment de grâce où elle revient sur les lieux de son enfance, afin de revoir un petit coin de passé. Cependant, il ne se doutait alors pas que ce lieu s'intègrerait plus tard de manière beaucoup plus vivante à son œuvre. Ce n'est que peu d'années plus tard qu'il envisagera de faire revivre cette danseuse représentée sous forme de statue dans Le Matin du monde, la seconde aventure extratemporelle de l'électronicienne. Avec les personnages secondaires récurrents déjà bien définis, ce type de lien discret assure la cohésion de l’œuvre d'un album à l'autre. Le subconscient de l'auteur travaille en permanence à préparer l'avenir sans être toujours conscient des motifs pour lesquels il glisse ici et là des ouvertures sur un imaginaire qu'il développera un jour plus en détail.

### Le monstre
Afin de créer le monstre à l'origine de tout, Leloup est parti d'un céphalopode. Il avait besoin de quelque chose qui puisse s'infiltrer partout grâce à ses longs bras. Un être tentaculaire était donc un bon choix. La créature vient de l'espace, sans doute issu d'une expérience que des extraterrestres ont faite en le déposant là. C'était peut-être pour l'observer pendant son acclimatation, peut-être afin de vérifier si la Terre était viable, qui sait ? L'héroïne en devine son origine puisque c'est la seule explication pour comprendre la présence d'un être se nourrissant d'antimatière. C'est une créature d'une intelligence extrême, mais qui vit en parasite. Elle fournit au savant qui va construire la bombe à contraction qui détruira par la suite l'humanité, le moyen de fabriquer cette substance, mais seulement parce qu'il en a besoin pour subsister.
Avec sa disparition s'éloigne le danger de la destruction de la planète. La mission est donc accomplie pour Monya. En interférant dans le passé, elle préserve le futur. Malheureusement, d'autres bombes seront sans doute créées par d'autres hommes, mais pour celle-ci, la menace est définitivement écartée. Mais ce chamboulement bénéfique a un prix : Monya est désormais condamnée à l'exil temporel, afin de ne pas perturber sa propre époque maintenant modifiée. Elle deviendra donc un membre supplémentaire de la famille de Yoko, en étant sa cousine.

## Publication

### Revues
La Spirale du Temps a été prépubliée dans les numéros 2189 à 2210 du magazine Spirou, du 27 mars au 21 août 1980.

### Album
Le récit est publié en 1981 chez l’éditeur Dupuis sous la forme d’un album à couverture cartonnée, portant le numéro 11 de la série Yoko Tsuno. Plusieurs ré-impressions ont assuré depuis la constante disponibilité du titre, à l’instar des autres titres de cette série.
En 2007, il est inclus dans À la poursuite du temps, le troisième volume de l'Intégrale Yoko Tsuno, où il est suivi de deux autres épisodes dans lesquels est utilisé le translateur temporel : Le Matin du monde et L'Astrologue de Bruges. Dans le premier de ces deux récits, le cadre de l'Indonésie sera de nouveau utilisé, et le thème de la danseuse indonésienne considérablement développé.